# Aeroportul Malatya Erhaç
Aeroportul Malatya Erhaç (IATA: MLX, ICAO: LTAT) este un aeroport din Malatya, Provincia Malatya, Turcia ce deservește zona Malatya. Aeroportul a fost tranzitat în 2022 de 665.895 de pasageri. A fost deschis în 1941.
Situat la o altitudine de 862 m, aeroportul dispune de o singură pistă. Este operat de General Directorate of State Airports (Turkey)⁠(d).